# Scripture Gift Mission
Die Scripture Gift Mission (jetzt SGM Lifewords) ist eine christliche britische Missionsgesellschaft, die in London ansässig ist. Sie wurde 1888 von dem Drucker William Walter gegründet, der Bibeln frei verfügbar machen wollte. Sie verteilt weltweit Bibeln, Bibelteile, christliche Bücher und Manuskripte, vor allem in der Dritten Welt.
2004 wurden von der Gesellschaft über sieben Millionen Bibeln verteilt. 90 Prozent der Verteilung erfolgte außerhalb von Großbritannien. Die Verteilung bzw. die Unterstützung der Mission geschieht nicht nur durch Missionswerke und christliche Gemeinden, sondern auch durch Einzelpersonen. Derzeit ist die Scripture Gift Mission in über 25 Ländern ansässig. Sie verteilt Bibeln in den meisten Sprachen dieser Welt.
1945 verteilte sie an die deutschen Kriegsgefangenen in britischer Gefangenschaft hunderttausende von Neuen Testamenten nach dem Text der Miniaturbibel von Franz Eugen Schlachter. Die heute von der Scripture Gift Mission verteilten Bibeln im deutschsprachigen Raum sind Ausgaben der Gute Nachricht Bibel.